# Chipinque de Arriba
Chipinque de Arriba är en ort i Mexiko.   Den ligger i kommunen Lagos de Moreno och delstaten Jalisco, i den centrala delen av landet, 400 km nordväst om huvudstaden Mexico City. Chipinque de Arriba ligger 1 893 meter över havet och antalet invånare är 805.
Terrängen runt Chipinque de Arriba är platt åt sydost, men åt nordväst är den kuperad. Runt Chipinque de Arriba är det ganska tätbefolkat, med 56 invånare per kvadratkilometer. Närmaste större samhälle är Lagos de Moreno, 8,9 km söder om Chipinque de Arriba. Trakten runt Chipinque de Arriba består till största delen av jordbruksmark.